# 许河镇 (兰考县)
许河镇，是中华人民共和国河南省開封市兰考县下辖的一个乡镇级行政单位。原为许河乡，2024年11月撤乡设镇。

## 行政区划
许河镇下辖以下地区：
许河村、韩庄村、董西村、姜楼村、西扫怀村、董元村、崔园子村、新庄村、董东村、杨堂村、黄集村、吴河村、老西村、赵楼村、杨桥村、周庄寨村、张保府村、东扫怀村、张油坊村、靳庄村、黄庄村、老东村、董中村和董南村。